# Mordhau

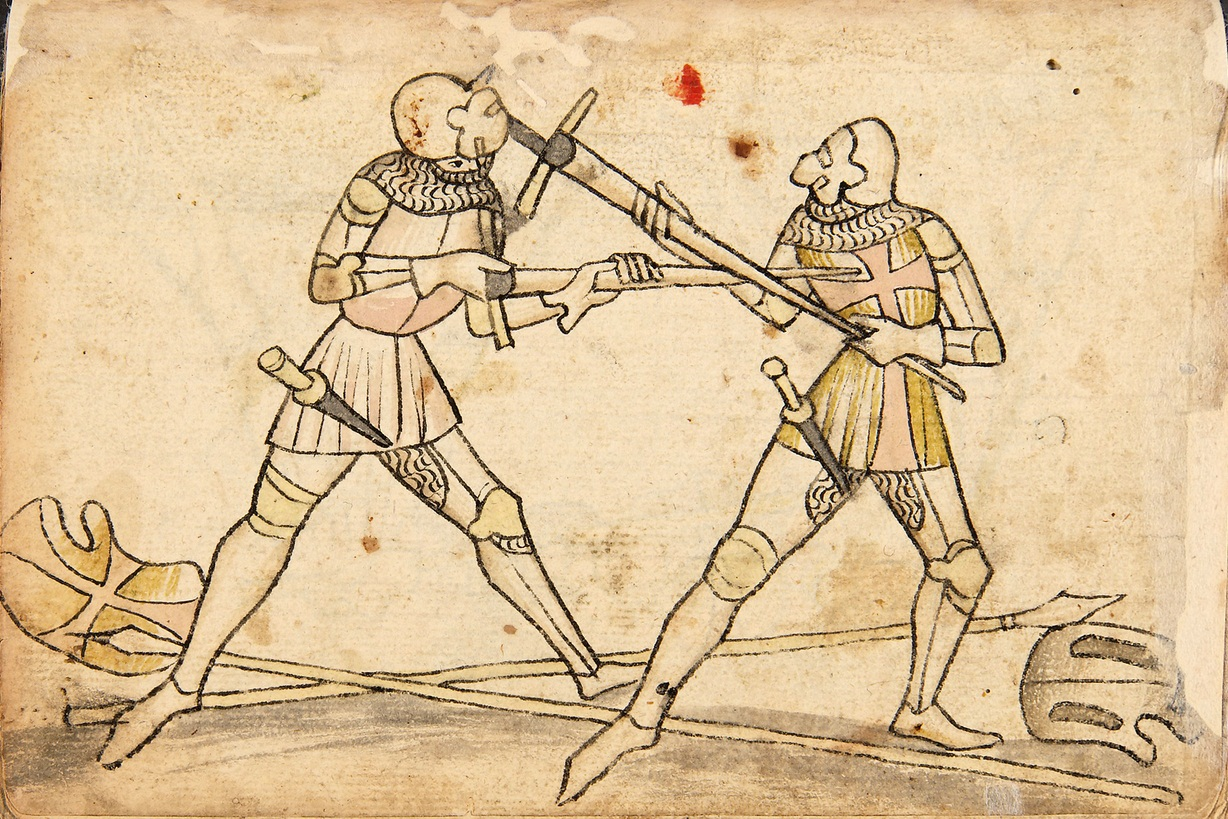
Página del Codex Wallerstein mostrando una estocada a media espada contra un movimiento Mordstreich (placa 214).

Mordhau, o alternativamente Mordstreich o Mordschlag (literalmente del alemán "golpe asesino"), dentro de la escuela de esgrima germánica es el término utilizado para describir la técnica mediante la cual se blande la espada invertida, con ambas manos tomando la hoja, y se golpea al oponente con el pomo o la guarda, esencialmente utilizando la espada como un mazo o un martillo. El Mordhau se usaba principalmente en combate con armaduras, aunque se puede usar para sorprender al oponente en combate cercano.